# Dixoa albatalis
Dixoa albatalis är en fjärilsart som beskrevs av Swinhoe 1889. Dixoa albatalis ingår i släktet Dixoa och familjen Thyrididae. Inga underarter finns listade i Catalogue of Life.